# Arkadi Dragomoshchenko
Arkadi Trofímovich Dragomóshchenko (en ruso: Аркáдий Трофи́мович Драгомóщенко; IPA: [ɐrkad ʲ ɪj trɐf ʲ iməv ʲ ɪt͡ɕ drəɡɐmoɕ ɪnkə], pronunciaciónⓘ, 1946 - 12 de septiembre de 2012) fue un poeta ruso, escritor, traductor y profesor. Se lo considera el principal representante de la poesía en lengua literaria rusa contemporánea.

## Obras publicadas

### Libros traducidos en inglés
- Description. A book of poetry, translated by Lyn Hejinian. LA: Sun & Moon Press, 1990.
- Xenia. A book of poetry, translated by Lyn Hejinian. LA: Sun & Moon Press, 1994.
- Chinese Sun. A novel, translated by Evgeny Pavlov. Eastern European Poets Series No. 9. New York, NY: Ugly Duckling Presse, 2005.
- Dust. Collected prose, translated by Thomas Epstein, Evgeny Pavlov, and Shushan Avagyan. Urbana-Champaign, IL: Dalkey Archive Press, 2009.

### Libros en ruso
- Nebo Sootvétstviy. [Sky of Correspondence] A book of poetry, Sovetskii Pisatel’ Press, Leningrad, 1990.
- Xenia. A book of poetry, Borei & Mitin Journal Press, St Peterburg, 1994.
- Phosphor. A book of prose, Severo-Zapad Press, St Petersburg, 1994.
- Pod Podozréniem. [Under Suspicion] A book of poetry, Borey-Art Press, St Petersburg, 1994.
- Kitáyskoie Solntse. [Chinese Sun] A novel, Borey-Art Press & Mitin Journal, St Petersburg, 1997.
- Opisanie. [Selected] A book of poetry, Gumanitarnaia Akademia Press, St Petersburg, 2000.
- Na Beregaj Iskliúchennoy Rekí. [On the Banks of an Excluded River] A book of poetry, OGI Press, Moscow, 2006.
- Bezrazlichia. [Indifferences] Collected prose, Borey-Art Press, St Petersburg, 2007.
- POP 3, with Margarita Meklina. Epistolary novel, Lulu Press, 2008.
- Shoaling Things. (co-authored by Jan Lauwereyns, with a drawing by Anne-Mie Van Kerckhoven) Ghent, Belgium: Druksel, 2011.
- Tavtologia. [Tautology] Collected poetry, Nóvoe Literatúrnoe Obozrenie Press, Moscow,2011.

## Premios
- Premio Literario Independiente Andréi Bely, Leningrad, 1978.
- Premio de textos electrónicos ("por la poesía Phosphor"), PostModernCulture (PMC), 1993.
- Premio Literario Internacional, The Franc-tireur Silver Bullet (US), 2009.